# Van Dyne
Van Dyne – jednostka osadnicza w Stanach Zjednoczonych, w stanie Wisconsin, w hrabstwie Fond du Lac.